# Dhonielle Clayton
Dhonielle Clayton, née le 26 mai 1983 à Washington, est une autrice américaine et directrice de l'exploitation de We Need Diverse Books. Elle écrit plusieurs séries de livres, dont Les Belles (2018-2023). Elle collabore également avec Tiffany D. Jackson, Angie Thomas, Nic Stone, Ashley Woodfolk et Nicola Yoon pour écrire Blackout (2021).

## Biographie

### Enfance et formation
Dhonielle Clayton naît à Washington en 1983. Elle fréquente l'établissement de Our Lady Of Good Counsel à Wheaton, dans le Maryland. Elle obtient un baccalauréat ès arts de l'Université Wake Forest en 2005, une maîtrise ès arts en littérature pour enfants de l'Université Hollins en 2008 et une maîtrise en beaux-arts en écriture créative de la New School en 2012,.

### Carrière
Dhonielle Clayton enseigne dans le secondaire pendant plusieurs années, dans une académie de ballet préprofessionnelle et dans une école privée. Elle est aussi bibliothécaire dans une école primaire et secondaire.
En plus de sa carrière d'écrivaine, elle est en outre présidente et propriétaire de Cake Creative et d'Electric Postcard Entertainment, deux éditeurs de livres, et directeur de l'exploitation de We Need Diverse Books, qui cherche à accroître la représentation des groupes marginalisés dans la littérature pour enfants et jeunes adultes,,. Elle travaille également comme lectrice de sensibilité pour la littérature jeunesse et s'efforce d'identifier les stéréotypes ou les représentations inauthentiques des personnages noirs,. Elle plaide également pour que les livres représentent mieux les personnes qui ne sont pas blanches,.
En 2019, Dhonielle Clayton et Zoraida Córdova lancent ensemble un podcast appelé Deadline City. Elles co-animent des épisodes et discutent de sujets liés à l'édition et de leurs propres expériences dans l'édition,.

## Critique
En 2019, Dhonielle Clayton reçoit des critiques pour des tweets négatifs sur un étudiant de la Northern State University, qui avait plaidé pour l'inclusion de trois livres écrits par des personnes non blanches, dont les mémoires de Bryan Stevenson Just Mercy sur l'injustice raciale, au lieu d'un roman YA de Sarah Dessen, dans le programme « Common Reads » de l'université. Elle supprimera ensuite les tweets,.

## Textes choisis

### La sérieTiny Pretty Things(2015-2023)
Dhonielle Clayton co-crit Tiny Pretty Things avec Sona Charaipotra (en),. La série, qui débute en 2015, suit trois étudiants en danse de l'American Ballet Company de New York,. Kirkus qualifie le premier volume de « livre passionnant et plein de cœur ».
En 2020, Tiny Pretty Things fait ses débuts sur Netflix en tant que série,.

### La sérieLes Belles(2018-2023)
La série Les Belles se compose de trois romans : Les Belles (The Belles, 2018), The Everlasting Rose (2019) et The Beauty Trials (2023). La série est inspirée de l'intérêt de l'autrice, alors adolescente, pour les magazines, la beauté et la façon dont ces sujets influenceront la façon dont elle se percevra plus tard. Le roman fantastique pour jeunes adultes se concentre sur une jeune fille de 16 ans et ses sœurs, chargées de redonner de la beauté à un monde gris et incolore,,.

### Blackout(2021)
Blackout (en) coécrit avec Tiffany D. Jackson, Angie Thomas, Nic Stone, Ashley Woodfolk et Nicola Yoon, est publié le 22 juin 2021 par Q uill Tree Books. Les auteurs citent le livre comme étant « l'idée originale » de Dhonielle Clayton.
Blackout est censé devenir un film et une émission de télévision produits par les Obama pour Netflix.

## Prix et distinctions
En 2021, Dhonielle Clayton remporte le prix Ember des IGNYTE Awards pour ses contributions méconnues au genre,.
Quatre des livres de l'autrice sont des sélections de la Junior Library Guild : Les Belles (The Belles, 2018), The Everlasting Rose (2019), ainsi que les éditions livre et livre audio de Blackout (2021),.
Le livre Les Belles est un best-seller du New York Times. La bibliothèque publique de Chicago (CPL), et Kirkus Reviews, le nomment comme étant l'un des meilleurs livres pour jeunes adultes de 2018. Chicago Public Library l'inclut également dans sa liste des meilleures couvertures de livres pour adolescents de l'année.
The Marvellers est un best-seller du New York Times. Kirkus Reviews le nomme comme étant l'un des meilleurs livres pour jeunes adultes de 2022.
Blackout est nommé comme étant l'un des meilleurs romans pour jeunes adultes de 2021 par Publishers Weekly.
| Year | Work                 | Award                                                            | Result    | Ref.   |
| ---- | -------------------- | ---------------------------------------------------------------- | --------- | ------ |
| 2018 | Les Belles           | Booklist Editors' Choice: Books for Youth                        | Selection | [ 34 ] |
| 2018 | Les Belles           | Goodreads Choice Award for Young Adult Fantasy & Science Fiction | Nominee   | [ 35 ] |
| 2019 | Les Belles           | ALA Amazing Audiobooks for Young Adults                          | Selection | [ 36 ] |
| 2019 | Les Belles           | ALA Best Fiction for Young Adults                                | Selection | ,      |
| 2019 | Les Belles           | Children's & Teen Choice Book Awards                             | Finalist  | [ 26 ] |
| 2019 | Les Belles           | Prix Locus du meilleur roman pour jeunes adultes                 | Nominee   | [ 39 ] |
| 2019 | Les Belles           | Prix Lodestar du meilleur livre pour jeunes adultes              | Nominee   | [ 40 ] |
| 2020 | Black Enough         | Amazing Audiobooks for Young Adults                              | Selection | [ 41 ] |
| 2020 | The Everlasting Rose | IGNYTE Award for Best Young Adult Novel                          | Nominee   | [ 42 ] |
| 2022 | Blackout             | ALA Best Fiction for Young Adults                                | Top 10    | ,      |
| 2022 | Blackout             | Audie Award for Short Stories or Collections                     | Winner    | [ 45 ] |
| 2022 | Blackout             | Quick Picks for Reluctant Young Adult Readers                    | Selection | [ 46 ] |
| 2022 | The Marvellers       | Cybils Award for Elementary and Middle Grade Speculative Fiction | Finalist  | [ 47 ] |
| 2023 | The Rumor Game       | Quick Picks for Reluctant Young Adult Readers                    | Selection | [ 48 ] |

## Œuvres

### SérieLes Belles
1. Les Belles, Robert Laffont, coll. « R », 2018 ((en) The Belles, 2018), trad. Cécile Ardilly, 486 p.  (ISBN 978-2-221-21593-7)
2. (en) The Everlasting Rose, 2019
3. (en) The Beauty Trials, 2023

### SérieConjureverse
1. (en) The Marvellers, 2022
2. (en) The Memory Thieves, 2023

### SérieMirror
Chacun des livres de la série The Mirror est écrit par un auteur différent. Dhonielle Clayton est l'auteur du deuxième livre de la série.
- (en) Shattered Midnight, 2022

### SérieTiny Pretty Things
Cette série est coécrite avec Sona Charaipotra (en).
1. (en) Tiny Pretty Things, 2015
2. (en) Shiny Broken Pieces, 2016

### Romans indépendants
- (en) Blackout, 2021Écrit avec Tiffany D. Jackson, Nic Stone, Angie Thomas, Ashley Woodfolk et Nicola Yoon.
- (en) The Rumor Game, 2022Écrit avec Sona Charaipotra (en).
- (en) Whiteout, 2022Écrit avec Tiffany D. Jackson, Nic Stone, Angie Thomas, Ashley Woodfolk et Nicola Yoon.

### Nouvelles
- When the Moonlight Isn't Enough dans The Radical Element, édité par Jessica Spotswood (2018)
- The Need for Kisses dans Well-Read Black Girl : Finding Our Stories, Discovering Ourselves, édité par Glory Edim (2018)
- The Way We Love Here dans Meet Cute : Some People Are Destined to Meet (2018)
- You know nothig about love dans Unbroken: 13 Stories Starring Disabled Teens, édité par Marieke Nijkamp (2018)
- Hearts Turned to Ash dans A Phoenix First Must Burn, édité par Patrice Caldwell (2020)
- The House of Black Sapphires dans Vampires Never Get Old: Tales with Fresh Bite, édité par Zoraida Córdova et Natalie C. Parker (2020)

### Anthologies éditées
- (en) A Universe of Wishes : We Need Diverse Books Anthology, 2020